# Grabow (Roskow)
Das Dorf Grabow ist ein zum Ortsteil Lünow gehörender Wohnplatz in der Gemeinde Roskow im Landkreis Potsdam-Mittelmark in Brandenburg.

## Geografie
Grabow liegt am Südufer des Beetzsees, eines eiszeitlichen Rinnensees in der nach ihm benannten Beetzseerinne. Grabow liegt dabei am mittleren dreier Seenbecken des Beetzsees.

## Geschichte
Grabow wurde erstmals urkundlich als „Grabowe“ erwähnt. In einer Erwähnung im Landbuch Karls IV. von 1375 wurde das Dorf 34 Hufen umfassend beschrieben. Von diesen gehörten sechs einem Klaus von Wellen und vier Kossäten. Örtliche Fischer hatten Abgaben an den Herren des Dorfes, von Wellen, zu leisten. Im Jahr 1404 erwarb das Brandenburger Domkapitel Grabow von einem Klaus Ruk. Nur eine kurze Zeit nach der Übernahme wurde Grabow eine Wüstung und die landwirtschaftlichen Flächen wurden dem Domkapitelhof in Mötzow zugeteilt. Grabow lag im Hochstift Brandenburg, dem Fürstentum des Bischofs des Bistums Brandenburg.
Im 16. Jahrhundert existierte in Grabow eine Schäferei, aus der sich ein neues Vorwerk entwickelte. Um das Jahr 1800 lebten in Grabow 21 Menschen. Im 19. Jahrhundert, im Zuge der Industrialisierung wurden in der Gegend entlang des Beetzsees Ziegeleien etabliert, die Baustoffe für die wachsenden Städte Berlin, Brandenburg an der Havel und Potsdam produzierten. So auch in Grabow. Hintergrund waren reiche Tonvorkommen und über den Beetzsee die Anbindung an den Verkehrsweg Havel, sodass ein kostengünstiger Transport in die Zentren am Fluss möglich war. So wurde Grabow 1860 als Gut mit vier Wohn- und 17 Wirtschaftsgebäuden beschrieben, von denen eines eine Ziegelei war. 1928 wurde der Gutsbezirk Mötzow aufgelöst und Grabow der Gemeinde Lünow angegliedert. Noch heute existiert die Eisenbahnbrücke über den Beetzseesträng.

## Schutzgebiete
In der Gemarkung Grabow gibt es eine Vielzahl von Schutzgebieten. So liegt sie vollständig innerhalb des Naturparks Westhavelland. Weiterhin sind weite Flächen Teil des Landschaftsschutzgebietes Westhavelland und des SPA-Gebietes Mittlere Havelniederung. Als Geschützter Landschaftsbestandteil ist die Feldmark Mötzow-Lünow ausgewiesen. Uferabschnitte gehören zum FFH-Gebiet Beetzsee-Rinne und Niederungen. Daneben gibt es ein Geschütztes Biotop westlich des Ortes.